# Miara wewnętrzna
Miara wewnętrzna – funkcja przypisująca wszystkim podzbiorom danego zbioru "rozmiar", będąca pewnym uogólnieniem wewnętrznej miary Jordana.

## Definicja
Niech {\displaystyle {\mathcal {P}}(X)} oznacza zbiór potęgowy pewnego zbioru {\displaystyle X.} Funkcję {\displaystyle \theta \colon {\mathcal {P}}(X)\to [0,\infty ]} nazywa się miarą wewnętrzną (w zbiorze {\displaystyle X}), gdy spełnia następujące warunki:
- {\displaystyle \theta (\varnothing )=0,}
- jeżeli {\displaystyle A\subseteq B,} to {\displaystyle \theta (A)\leqslant \theta (B)} dla dowolnych {\displaystyle A,B\subseteq X,}
- {\displaystyle \theta {\Big (}\bigcup _{n=1}^{\infty }~A_{n}{\Big )}\geqslant \sum _{n=1}^{\infty }~\theta (A_{n})} dla dowolnych parami rozłącznych zbiorów {\displaystyle A_{1},A_{2},\dots \subseteq X.}